# Camptosphaeria sulphurea
Camptosphaeria sulphurea är en svampart som beskrevs av Fuckel 1870. Camptosphaeria sulphurea ingår i släktet Camptosphaeria och familjen Lasiosphaeriaceae.   Inga underarter finns listade i Catalogue of Life.